# North American Catalan Society
La Société catalane d'Amérique du Nord (North American Catalan Society, ou NACS) est une association professionnelle qui regroupe les chercheurs, les étudiants et aussi toutes les personnes, particulièrement aux États-Unis et au Canada, qui montrent un intérêt pour n'importe quel aspect de la culture des Pays catalans et la langue catalane (littérature, linguistique, arts, histoire et philosophie, entre autres).

## Présentation
Elle a été fondée en 1978 par Josep Roca i Pons (ca) pendant le premier colloque d'études catalanes en Amérique du Nord (First Colloquium of Catalan Studies in North America) qui a eu lieu à l'université d'Illinois (à Urbana-Champaign). La NACS se consacre à fomenter[pas clair] et promouvoir les études du catalan et de sa culture dans les milieux universitaires nord-américaines. Elle publie aussi la Catalan Review: International Journal of Catalan Culture (Revue internationale de culture catalane).
En 1997, l'Institut d'études catalanes et le gouvernement régional catalan lui a attribué le prestigieux Prix Ramon Llull (ca) pour son rôle pour la promotion de la culture catalane au niveau international. En 1998 la NACS a reçu la croix de saint Georges, une haute distinction donnée par le gouvernement régional de la Catalogne.
La présidente actuelle (élue pour 2013-2015) est Lourdes Manyé, professeure à l'université Furman.